# Tusind og en Nat

 Der er for få eller ingen kildehenvisninger i denne artikel, hvilket er et problem. Du kan hjælpe ved at angive troværdige kilder til de påstande, som fremføres i artiklen.

Tusind og en Nat (arabisk: كتاب ألف ليلة وليلة, tr. Kitāb 'alf layla wa-layla; persisk: هزار و یک شب, tr. Hezār-o yek šab) er en samling orientalske, mellemøstlige, vest- og sydasiatiske historier og folkeeventyr skrevet på arabisk under den islamiske guldalder.
Eventyrerne blev indsamlet over mange århundreder af forfattere, oversættere og forskere på tværs af Vest-, Central- og Sydasien samt Nordafrika. Fortællingernes rødder kan spores tilbage til oldtidens og middelalderens arabiske, persiske, indiske, pakistanske, egyptiske og mesopotamiske traditionelle fortællinger og litteratur. Især mange historier var oprindelig folkeligt overleverede beretninger fra Kalifattiden, mens andre formentlig stammer fra det pahlavipersiske arbejde Hazar Afsān (persisk: هزار افسان, dansk: ~ Et tusind eventyr), som til dels byggede på indiske elementer.
Eventyrene indgår som led i en rammehistorie om en sultan, der har fået for vane at lade sine koner henrette efter bryllupsnatten. Nu gifter han sig med den snarrådige Scheherazade, der begynder en ny fortælling hver nat, så sultanen må lade hende leve for at høre resten af historien.
Eventyrsamlingen er i originalversionen meget erotisk, men er også udgivet i puritanske versioner.
De mest kendte af eventyrene er Aladdin, Sindbad Søfareren og Ali Baba og De fyrretyve Røvere, skønt den først- og sidstnævnte har tvivlsomt tekstgrundlag i eventyrsamlingen.

## Oversættelser
De danske oversættere har som så mange andre - efter tidens smag - enten renset eventyrsamlingen for erotik eller smurt ekstra på for at få Tusind og en Nat til at fremstå som et væsentligst erotisk værk. I 2013 udkom første gang Ellen Wulffs oversættelse af fem af seks bind direkte fra arabisk til dansk, mens Kim Witthoff har oversat 6. bind fra fransk.
Der findes oversættelser af bl.a. Mogens Boisen og Johannes Østrup. 
Den første europæiske oversættelse af eventyrsamlingen er af Antoine Galland. Den udkom i tolv bind mellem 1704 og 1717. Af andre udenlandske oversættere kan nævnes Richard Francis Burton.